# شرفنامه بدلیسی
شرف‌نامهٔ بدلیسی نام کتابی از شرف‌خان بدلیسی (۹۴۵ قمری - درگذشتهٔ ۱۵۹۹ میلادی) یکی از تاریخ‌نگاران ایرانی تبار است. این کتاب تاریخ مفصل کردستان است که به زبان فارسی نوشته شده و از منابع اصلی تاریخی مردم کرد به‌شمار می‌آید. او نگارش کتاب شرفنامه را در سال ۱۵۹۷ میلادی به پایان رساند.
کتاب شامل یک مقدمه، چهار صحیفه و یک خاتمه است. در مقدمه به نسب طوایف کُرد می‌پردازد، صحیفه اول را امیران کردی که مقام سلطنت داشتند، سکه ضرب می‌کردند و خطبه به نامشان خوانده می‌شود، از جمله حاکمان دیاربکر، جزیره، دینور و شهر زور و ...- تشکیل می‌دهد؛ صحیفه دوم به اُمرای کردی که تحت حکومت مرکزی بودند و گاهی سکه ضرب می‌کردند مثل اردلان و بابان اختصاص دارد؛ صحیفه سوم به سایر امرا و حاکمان کردستان در سه فرقه می‌پردازد مانند طایفه سیاه منصور و صحیفه چهارم هم به حاکمان بدلیس به صورت مفصل پرداخته است، خاتمه این کتاب هم مختص تاریخ سلاطین عثمانی و شاهان صفوی است.

## ترجمه‌ها

### کردی
1. محمود بایزیدی خلاصه‌ای از جلد اول کتاب را به زبان کردی کرمانجی ترجمه کرده‌ است.
2. عبدالرحمن شرفکندی (هژار) جلد اول کتاب را به کردی سورانی ترجمه کرده‌ است.
3. صلاح‌الدین آشتی هر دو جلد کتاب را به‌طور کامل به کردی سورانی ترجمه کرده‌ است.[۴]

## نگارخانه

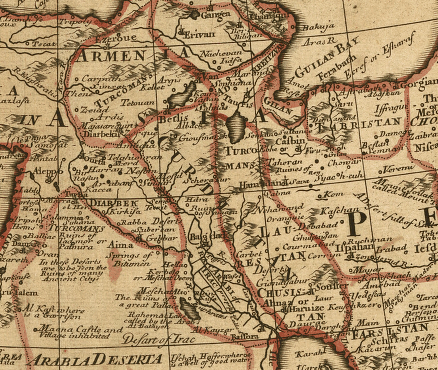
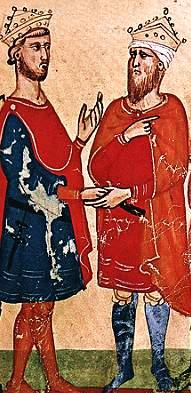
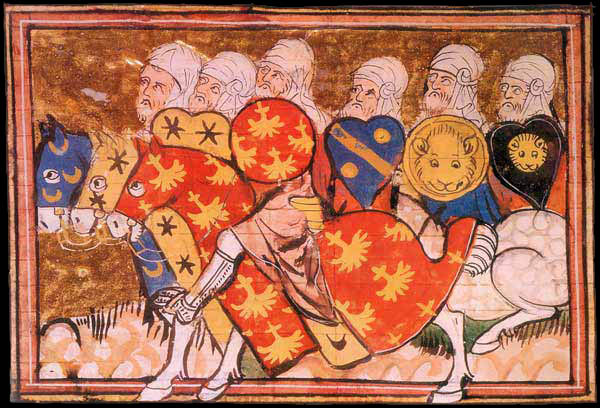

### انگلیسی
1. مهرداد ایزدی[۵]